# Instinct (álbum de Iggy Pop)
Instinct es el octavo álbum de estudio del músico estadounidense Iggy Pop, publicado el 20 de junio de 1988 por A&M Records y producido por Bill Laswell. El disco registra colaboraciones del guitarrista Steve Jones, exmúsico de Sex Pistols.

## Lista de canciones
Todas compuestas por Iggy Pop, excepto donde se indique.
1. "Cold Metal" – 3:27
2. "High on You" – 4:48
3. "Strong Girl" (Steve Jones, Pop) – 5:04
4. "Tom Tom" – 3:17
5. "Easy Rider" (Jones, Pop) – 4:54
6. "Power & Freedom" (Jones, Pop) – 3:53
7. "Lowdown" – 4:30
8. "Instinct" – 4:12
9. "Tuff Baby" – 4:27
10. "Squarehead" (Jones, Pop) – 5:06

## Créditos
- Iggy Pop - voz
- Steve Jones - guitarra
- Seamus Beaghen - teclados
- Leigh Foxx - bajo
- Paul Garisto - batería